# Wojnówka (województwo mazowieckie)
Wojnówka – wieś sołecka w Polsce położona w województwie mazowieckim, w powiecie mławskim, w gminie Wiśniewo.
Miejscowość jest siedzibą rzymskokatolickiej parafii św. Stanisława Kostki należącej do dekanatu mławskiego.
W latach 1975–1998 miejscowość należała administracyjnie do województwa ciechanowskiego.
Obok miejscowości przepływa rzeczka Seracz, dopływ Mławki.